# Corinne Bailey Rae
Corinne Bailey Rae (ur. 26 lutego 1979 w Leeds) – brytyjska piosenkarka soul. 
Urodziła się w rodzinie, gdzie ojciec pochodził z Saint Kitts i Nevis, a matka była Brytyjką. Była najstarszą z trojga córek. W młodości spotykała się często z przejawami rasizmu. Od dziecka kochała muzykę i w szkole założyła swój pierwszy zespół, złożony wyłącznie z dziewczyn. Rozpadł się on, gdy basistka zaszła w ciążę. W roku 2001 wyszła za Jasona Rae, którego poznała w klubie jazzowym. 
Debiutancki album, zatytułowany jej nazwiskiem, ukazał się wiosną 2006 roku. Singel "Put Your Records On" podbił europejskie zestawienia przebojów. W Wielkiej Brytanii album zdobył status platynowej płyty.

## Dyskografia
Albumy
| Corinne Bailey Rae                      | - Data: 7 marca 2006 - Wydawca: Capitol Records     | 1  | 4  | 8  | - USA: platynowa płyta - CAN: platynowa płyta |
| The Sea                                 | - Data: 27 stycznia 2010 - Wydawca: Capitol Records | 5  | 7  | 13 |                                               |
| The Heart Speaks in Whispers            | - Data: 13 maja 2016 - Wydawca: Virgin EMI          | 14 | 31 | –  |                                               |
| „–” oznacza, że album nie był notowany. |                                                     |    |    |    |                                               |

Minialbumy
| Tytuł    | Dane dot. albumu                                    | Pozycja na liście |
| Tytuł    | Dane dot. albumu                                    | USA               |
| -------- | --------------------------------------------------- | ----------------- |
| The Love | - Data: 25 stycznia 2011 - Wydawca: Capitol Records | 86                |

Albumy koncertowe
| Tytuł                     | Dane dot. albumu                                   |
| ------------------------- | -------------------------------------------------- |
| Live in London & New York | - Data: 3 kwietnia 2007 - Wydawca: Capitol Records |

## Nagrody i wyróżnienia
| Rok  | Kategoria            | Tytułem        | Nagroda        | Nota | Źródło |
| ---- | -------------------- | -------------- | -------------- | ---- | ------ |
| 2011 | Best R&B Performance | "Is This Love" | Nagroda Grammy | Laur | [ 11 ] |